# 페르크군

페르크군의 위치

페르크군(독일어: Bezirk Perg)은 오스트리아 오버외스터라이히주에 위치한 군으로 행정 중심지는 페르크이며 면적은 613.18km2, 인구는 70,516명(2024년 기준), 인구 밀도는 120명/km2이다. 북쪽으로는 프라이슈타트군, 북동쪽으로는 니더외스터라이히주 츠베틀군, 동쪽으로는 니더외스터라이히주 멜크군, 남쪽으로는 니더외스터라이히주 암슈테텐군, 남서쪽으로는 린츠란트군, 서쪽으로는 린츠, 우르파어움게붕군과 접한다.

## 하위 행정 구역
2개 도시, 18개 시장도시, 6개 일반 시를 관할한다.
- 도시
  - 그라인(Grein)
  - 페르크(Perg)
- 시장도시
  - 바트크로이첸(Bad Kreuzen)
  - 바움가르텐베르크(Baumgartenberg)
  - 딤바흐(Dimbach)
  - 클람(Klam)
  - 루프텐베르크안데어도나우(Luftenberg an der Donau)
  - 마우타우젠(Mauthausen)
  - 미터키르헨임마흘란트(Mitterkirchen im Machland)
  - 뮌츠바흐(Münzbach)
  - 나른임마흘란데(Naarn im Machlande)
  - 파브노이키르헨(Pabneukirchen)
  - 리트임데어리트마르크(Ried in der Riedmark)
  - 작센(Saxen)
  - 슈베르트베르크(Schwertberg)
  - 장크트게오르겐암발데(St. Georgen am Walde)
  - 장크트게오르겐안데어구젠(St. Georgen an der Gusen0
  - 장크트니콜라안데어도나우(St. Nikola an der Donau)
  - 장크트토마스안데어블라젠슈타인(St. Thomas am Blasenstein)
  - 발트하우젠임슈트루덴가우(Waldhausen im Strudengau)
- 일반 시
  - 알라하일링겐임뮐크라이스(Allerheiligen im Mühlkreis)
  - 아르빙(Arbing)
  - 카츠도르프(Katsdorf)
  - 랑겐슈타인(Langenstein)
  - 레흐베르크(Rechberg)
  - 빈트하크바이페르크(Windhaag bei Perg)